# Mémoires de la Société Impériale des Naturalistes de Moscou
Mémoires de la Société Impériale des Naturalistes de Moscou (abreviado Mém. Soc. Imp. Naturalistes Moscou) fue una revista con ilustraciones y descripciones botánicas que fue editada en Moscú desde el año 1809 hasta 1830. Fue precedida por Zapiski Obshchestva Ispytatelei Prirody, Osnovannogo pri Imperatorskom Moskovskom Universitete y reemplazada por Nouveaux Mémoires de la Société Impériale des Naturalistes de Moscou.

## Publicación
- ed. 1, vol. 2-6, 1809-1823;
- ed. 2, vol. 1, 1811; vols. 2-4, 1830;
- ed. 3, vol. 1, 1830